# Дружба (Черниговская область)
Дружба (укр. Дружба) — посёлок, Ичнянский городской совет, Ичнянский район, Черниговская область, Украина.

## Географическое положение
Посёлок городского типа Дружба находится в 5 км южнее города Ичня, примыкает к селу Августовка.
К посёлку примыкает лесной массив.

## История
Поселение было основано в 1940 году как село Дружба.
В ходе Великой Отечественной войны селение находилось под немецкой оккупацией.
26 ноября 1943 года на разъезд Августовский прибыл из Приволжского военного округа 1420-й полевой фронтовой артиллерийский склад, началось строительство базы хранения боеприпасов.
Военнослужащие участвовали в восстановлении разрушенного войной народного хозяйства.
В 1958-1960 гг. военнослужащими базы здесь был построен клуб.
В 1963 году Дружба получила статус посёлок городского типа.
В 1968-1973 гг. была проложена дорога Дружба - Ичня, в 1973-1977 гг. - построена школа.
В январе 1989 года численность населения составляла 603 человека.
После провозглашения независимости Украины артиллерийские склады стали арсеналом вооружённых сил Украины.
По состоянию на 1 января 2013 года численность населения составляла 1007 человек.
В ноябре 2015 года для замены работавшей на мазуте котельной в военном городке была введена в эксплуатацию новая котельная мощностью 8МВт на твёрдом топливе.
9 октября 2018 года на арсенале начался пожар с детонацией боеприпасов.

## Транспорт
В 2,5 км находится станция Августовский Южной железной дороги.

## Объекты социальной сферы
- Школа.
- Детский сад.